# Parental Control
Parental Control es un reality show producido por MTV. Dirigido por Brendon Carter y Bruce Klassen, también son creadores de otros programas del mismo canal. 
En Asia, el programa fue transmitido en Canal V, en el período de 2007-2009.

## Argumento
La versión que se emitió febrero de 2006, difiere de su estreno en MTV Spring Break de marzo del 2005. Una niña fue a entrevistar a cinco niños, y después de una serie de cinco preguntas para cada persona o una actividad de algún tipo, sí al padre no le gusta alguien, se eliminará a uno de los concursantes. Esto continúa hasta que un competidor se mantuvo.
En la última versión, los padres no están contentos con el actual novio/novia o pareja de su hijo/a. La entrevista de los padres debían seleccionar los posibles novios/novias que compiten por el afecto de su hijo/a. Posteriormente, su hijo va a una cita con los selecciones que cada padre eligió. El chico tiene que decidir si desea mantener su relación actual, quedarse solo, o elegir una de las nuevas perspectivas.
En cada cita, los padres y la actual pareja deben ver y comentar, a menudo al antagónico, como la cita se desarrolla en la televisión. Cuando las citas se haya terminado, el chico selecciona su nueva pareja, de entre los competidores y la pareja actual. En primer lugar, uno de los tres se elimina antes de dejar a los otros dos. Entonces el chico elige entre las dos parejas potenciales restantes. Todo el proceso a menudo resulta en un comportamiento desagradable de los dos que fueron eliminados. Por lo general, la actual novia/novio se selecciona. En algunas ocasiones, el chico decide quedarse solo, y elimina a la compañera actual y las citas que sus padres orquestaron. 

### Calificaciones
Aparte de las vacaciones de primavera de 2005, estreno (que sólo tuvo un episodio), el espectáculo se estrenó en febrero de 2006 como un programa de reemplazo de la primavera, sin mucho bombo ni anuncios. El espectáculo, al igual que otros programas de MTV de citas (Siguiente y Date My Mom ), comenzó con pocos espectadores y creció a un espectáculo de feria de mayor puntaje. 
La primera temporada terminó al aire nuevos programas en torno a junio de 2006, para hacer más espacio para nuevas temporadas de Hecho , los Raiders de habitación , y luego, e iniciar la nueva serie de televisión ¿Por qué no puedo ser tú?. La segunda temporada comenzó a finales de ese año en octubre.
En marzo de 2007, una nueva serie fue filmada en el Reino Unido.